# 梅白格
梅白格（Alexander Myburgh，1848年—1889年）是一位南非大律師，曾於1883年至1884年期間担任上海公共租界工部局總董。

## 生平
迈伯格曾就讀於剑桥大学三一学堂并获得法学学士学位。 1871年，他被內殿律師學院授予大律师資格。
1870年代，梅白格从日本前往上海並在當地定居。  1880年至1881年，他出任英國在華最高法院的辩护律师。 
1883年，梅白格當選上海公共租界工部局總董。
1889年7月，梅白格於英国马盖特去世。 